# Jacaúna
Jacaúna é um distrito do município brasileiro de Aquiraz, no litoral leste da Região Metropolitana de Fortaleza, no estado do Ceará. De acordo com o Instituto Brasileiro de Geografia e Estatística (IBGE), sua população no ano de 2010 era de 6 984 habitantes, sendo 3 755 mulheres e 3 299 homens, possuindo um total de 1 008 domicílios particulares. Foi criado Pelo Decreto-lei Estadual n.º 1.114 de 30 de dezembro de 1943.

## Subdivisões do distrito
- Praia do Presídio (Aquiraz), Praia do Iguape, Novo Iguape, Praia do Barro Preto (Aquiraz), Trairussu, Aldeia Encantada, Caracará (Aquiraz), Praia do Batoque (Aquiraz), Martins, Lagoa do Tapuio e Vila Ypioca.